# Eggelingen
Eggelingen ist ein Ortsteil der Stadt Wittmund im gleichnamigen Landkreis Wittmund in Niedersachsen.

## Geographie
Die Ortschaft liegt in der historischen Landschaft Harlingerland, etwa zwölf Kilometer von der Nordseeküste entfernt, abseits der viel befahrenen Straßen zwischen den beiden Kreisstädten Wittmund und Jever. Den Dorfkern umgeben sternförmig mehrere Bauerschaften wie z. B. Groß und Klein Warfen, Grehörn oder Schluis.

## Geschichte
Der Ortsname Eggelingen geht auf einen friesischen Personennamen Agil/Egele zurück. Der historische Ortskern entstand auf zwei Warften, d. h. künstlichen Wohnhügeln im Marschland, ihre Entstehungszeit ist bisher noch nicht erforscht. Die historische Kirche des Ortes stammt aus dem 14. Jahrhundert. Am 1. Juli 1972 wurde Eggelingen in die Kreisstadt Wittmund eingegliedert. Im Jahre 2011 hatte Eggelingen 341 Einwohner.

## Persönlichkeiten
- Frerich Koch (* 21. September 1871 in Eggelingen; † 10. März 1951 in Langenberg), Kaufmann und Politiker